# Aelurillus brutus
Aelurillus brutus là một loài nhện trong họ Salticidae.
Loài này thuộc chi Aelurillus. Aelurillus brutus được Wanda Wesołowska miêu tả năm 1996.